# Yuven Sundaramoorthy
Yuven Sundaramoorthy (Oconomowoc, 22 de fevereiro de 2003) é um automobilista norte-americano. Atualmente compete na Indy NXT, pela equipe Abel Motorsports.

## Carreira
Tendo iniciado a carreira no kart em 2016, Sundaramoorthy estreou nos monopostos um ano depois, competindo na F1600 Championship Series pela equipe K-Hill Motorsports, terminando o campeonato de 2018 na terceira posição. No mesmo ano, disputou a Fórmula Ford e sagrou-se vice-campeão.
Entre 2019 e 2021, disputou a USF2000 pelas equipes Exclusive Autosport e Pabst Racing, onde correu a maior parte das etapas. Seu melhor desempenho foi em sua última temporada na categoria, quando ficou em terceiro lugar com 329 pontos. Em dezembro de 2021, foi promovido para a Indy Pro 2000 com a Pabst, tendo conquistado 3 pódios e ficando em décimo lugar na classificação geral.
Continuou na categoria (renomeada USF Pro 2000) para 2023, novamente como piloto da Exclusive Autosport, desta vez não conquistando nenhum pódio e terminando em 15º lugar, com 121 pontos.
Em julho, fez sua estreia na Indy NXT pela equipe Abel Motorsports no GP de Nashville, terminando a prova em 11º e encerrando o campeonatoem 22º, com 77 pontos. Em 2024, Sundaramoorthy disputou a primeira temporada completa na categoria, obtendo 2 pódios (um segundo lugar em Nashville e um terceiro em Gateway), ficando em oitavo lugar na classificação.